# St. Nikolai (Burg auf Fehmarn)

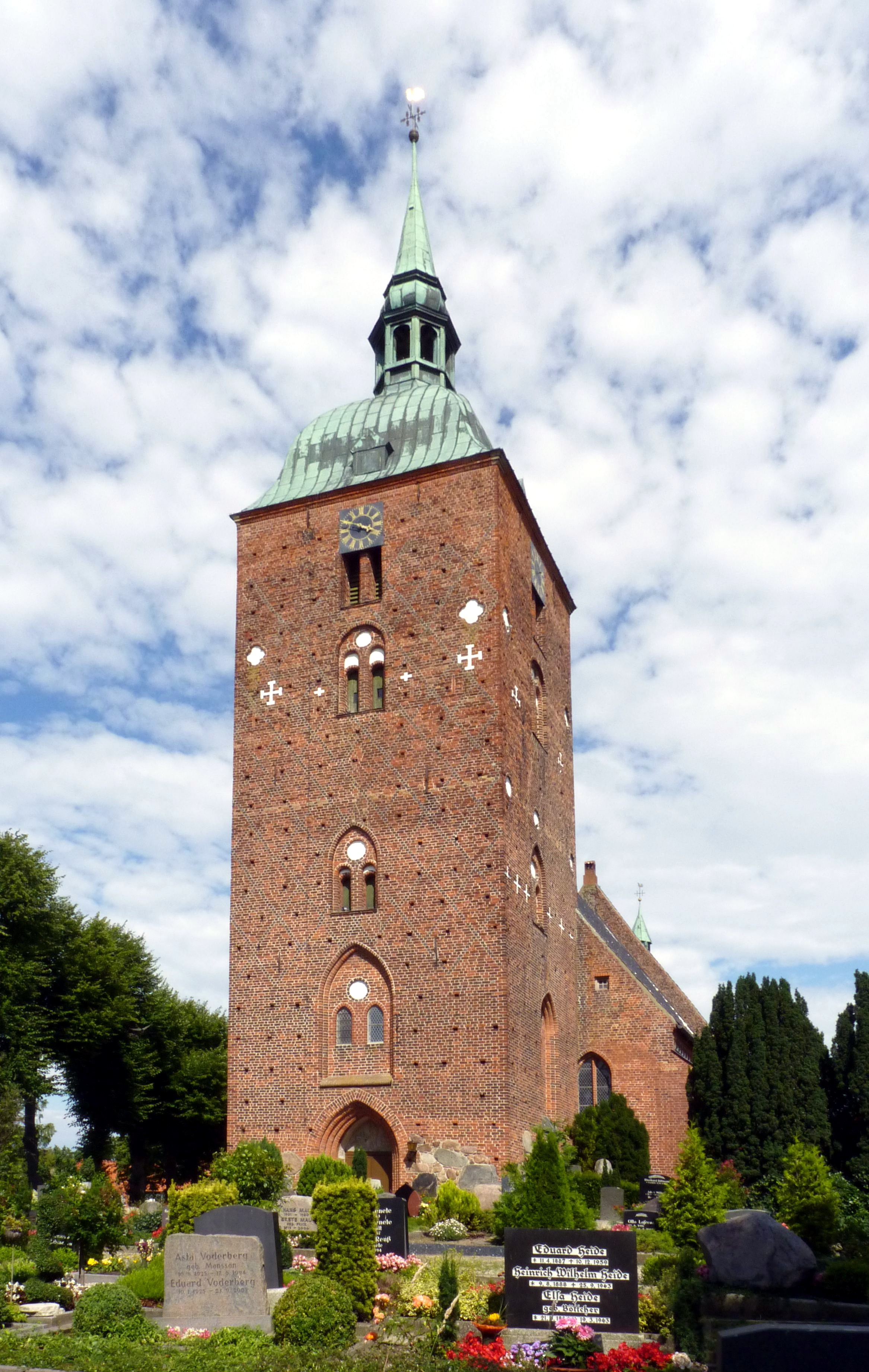
St. Nikolai

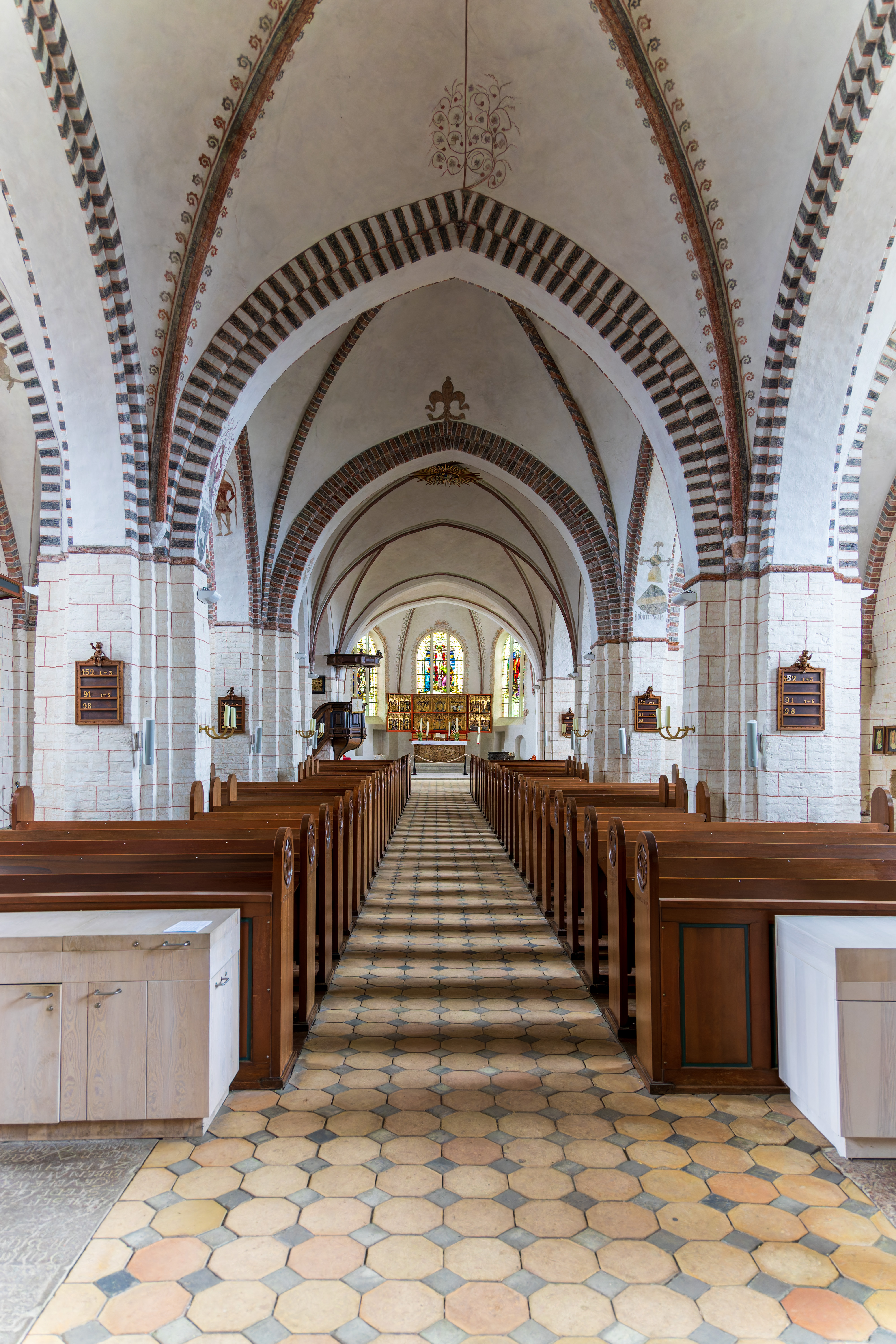
Blick zum Chor

St. Nikolai ist eine evangelisch-lutherische dreischiffige Hallenkirche in Burg auf Fehmarn, heute Stadt Fehmarn, im Kreis Ostholstein (Schleswig-Holstein).

## Geschichte

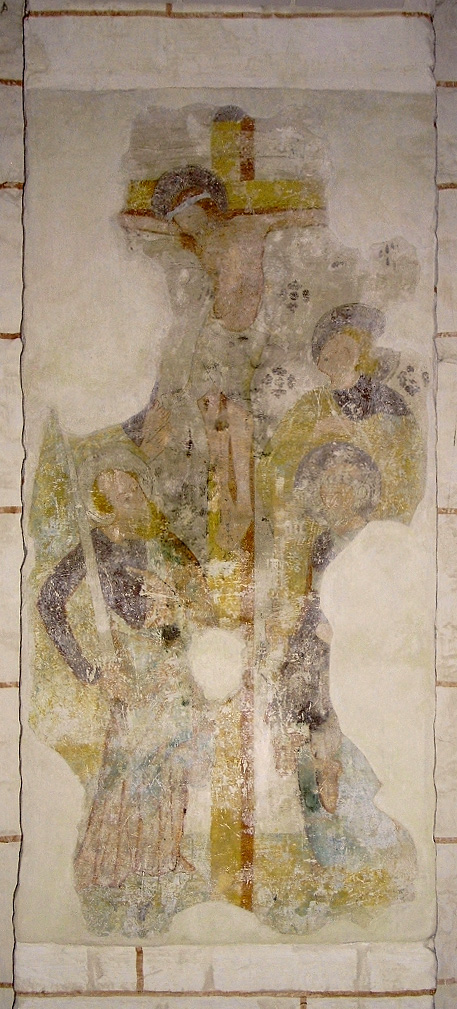
Malerei (vor 1846) am nordwestlichen Pfeiler

Die St.-Nikolai-Kirche in Burg und die Petrikirche in Landkirchen sind die ältesten erhaltenen Kirchen auf der Ostseeinsel Fehmarn. Ein Datum der Grundsteinlegung ist bei beiden Kirchen nicht bekannt. Das erste Gotteshaus auf der Insel war jedoch die Peter-Pauls-Kapelle in der Gemarkung Puttgarden, die 1198 urkundlich genannt, aber 1644 zerstört wurde. Der Bau von St. Nikolai wurde vermutlich um 1230 begonnen.
Der älteste Teil der Kirche stammt aus dem Übergang von der Romanik zur Gotik. Die romanischen Bauelemente sind außen zu erkennen am Rundbogenfries unter der Traufe, der Nordbogenblende an der Nordseite und Rundbogenfenstern, die später in gotische Spitzbogenfenster umgebaut wurden, wobei die Spitzbögen den Rundbogenfries durchbrechen. Romanisch sind die drei östlichen Joche des Mittelschiffs und die beiden Seitenschiffe. Im 15. Jahrhundert wurde die Kirche im spätgotischen Stil vergrößert.
Der dritte Bauabschnitt wurde 1505 begonnen. Die Kirche erhielt dabei das sechste Joch. 1506 wurde an der Nordseite das Likhus, das Leichenhaus, angebaut, das jetzt als Sakristei genutzt wird, außerdem auf der Südseite die 1842 abgebrochene Garwekammer, in der liturgische Geräte und die Gewänder der Priester aufbewahrt wurden. Sie wurde zeitweilig als Grabkammer genutzt. Aus der Mitte des 15. Jahrhunderts stammt auch die Wendeltreppe an der Südseite, die heute keine Funktion mehr hat. Auch der Glockenturm stammt aus dem dritten Bauabschnitt; er wurde 1513 fertiggestellt.
Er war zunächst mit einem Spitzdach versehen, das am 3. November 1760 durch einen schweren Nordweststurm zerstört wurde. 1763 war die spätbarocke Turmhaube fertiggestellt.
Im 19. Jahrhundert wurde die Kirche zweimal saniert, ab 1817 und ab 1846. Von 1846 stammt eine Zeichnung, die noch Renaissance-Ausmalungen des Gewölbes mit Apostel- und Tierfiguren zeigt. Die Malereien wurden weiß übertüncht und später teilweise freigelegt, ebenso wurde die gemalte Quaderung der Wände und Pfeiler rekonstruiert. In den 1930er Jahren wurden Kirchenschiff und Turm erneut umfassend saniert und ein Anbau am Turm, der als Kalkkammer oder Knakenkammer (Knochenkammer) bezeichnet wurde, entfernt. 1936 wurde die Röhren- und Warmwasserheizung durch eine Warmluftheizung ersetzt. Die Wangen des neuen Kirchengestühls aus brasilianischer Kiefer versah 1939 der Bildhauer Georg Matthiesen (1873–1952) mit Fehmarnschen Wappen und Hausmarken.
Die Kirche ist ohne Turmhalle 51 Meter lang und rund 18 Meter breit – 16 Meter am Westende und 20 Meter am Ostende. Die Gewölbe haben eine Höhe von neun bis elf Meter.

## Inventar

### Bronzetaufe von 1391
Die Bronzetaufe trägt die lateinische Inschrift anno milleno tricenteno nonageno primo non pleno fontem dedit hunc michi beno korp episcopus arosiensis – frei übersetzt: Im Jahre 1391 (nicht voll) gab mir dieses Taufbecken Beno Korp, Bischof von Arosia. Das sechseckige gotische Bronzetaufbecken in Kelchform ist von lübscher Herkunft und wird dem Apengeter-Kreis zugerechnet. Sein Fassungsvermögen beträgt etwa 195 Liter, was 3 Ohm (Lübeck Sachsen-Meiningen) entspricht. Es wird von drei Löwen getragen.
Durch welche Umstände das Taufbecken nach Fehmarn kam, ist bis heute nicht ganz geklärt. Bei dem Bischof von Arosia handelte es sich wahrscheinlich um Beno Korp, der um 1391 Bischof von Västerås war. Der Ort wurde in der Wikingerzeit als Handelsplatz unter dem Namen Aros gegründet. Die Taufschale aus Silber wurde von dem Lübecker Silberschmied Rolf Koolman angefertigt.

In den 1840er Jahren stiftete August Ferdinand von Leesen der Kirche einen schlichten klassizistischen Taufständer aus Marmor und ließ sich dafür die kostbare Bronzetaufe schenken. Der Sammler klassischer Altertümer ließ die Löwenfüße abmontieren und nahm sie mit nach Gotha, als er nach der Schleswig-Holsteinischen Erhebung Fehmarn verlassen musste. Der Taufkessel blieb in einer Abseite der Kirche stehen, wo er 1871 wiederentdeckt wurde, die Löwen kamen erst 1907 im Zuge der Versteigerung der Leesen-Sammlung zurück.

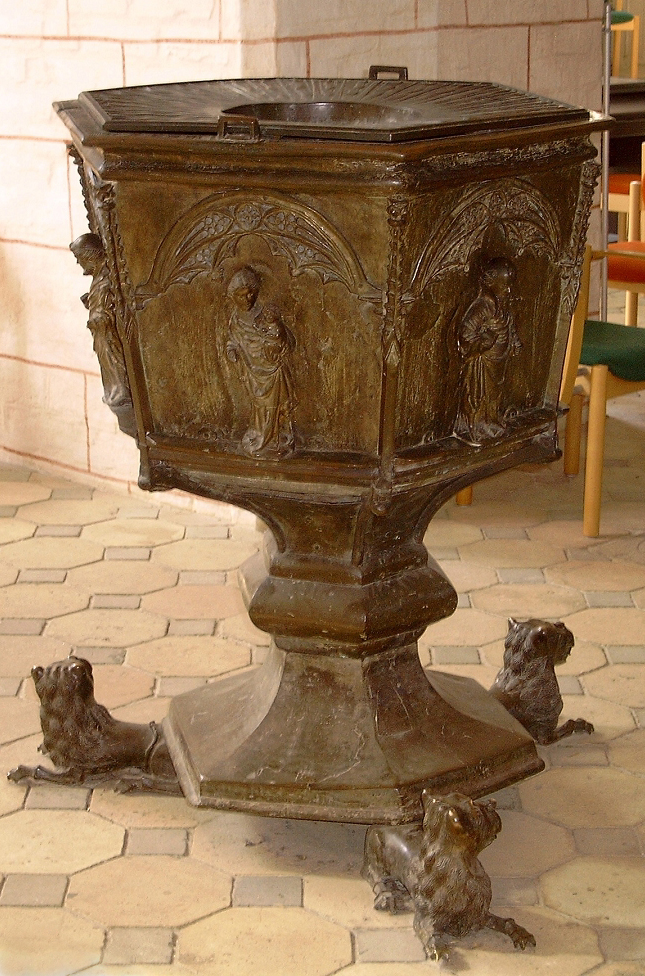
Bronzetaufbecken
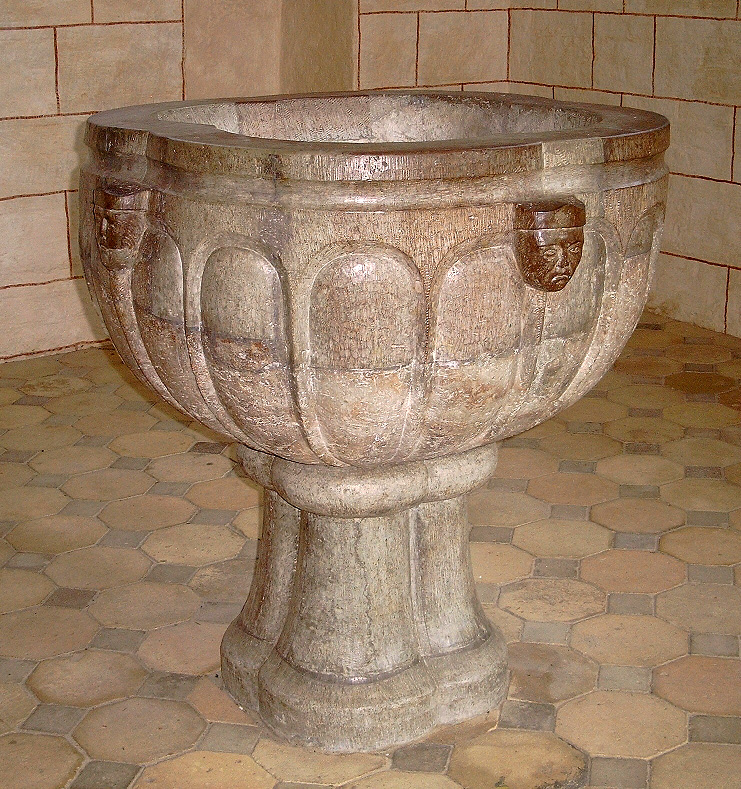
Steintaufbecken

### Steintaufe
Die zweite Taufe der Kirche, eine Steintaufe aus Gotländer Sandstein mit vier Köpfen an der Kuppa, wurde am Übergang von der Romanik zur Gotik geschaffen. Sie war lange verschollen. Bei Ausschachtungsarbeiten in der Süderstraße entdeckt, wurde sie 1928 wieder in der Kirche aufgestellt. Der Fuß wurde ersetzt.

### Hauptaltar

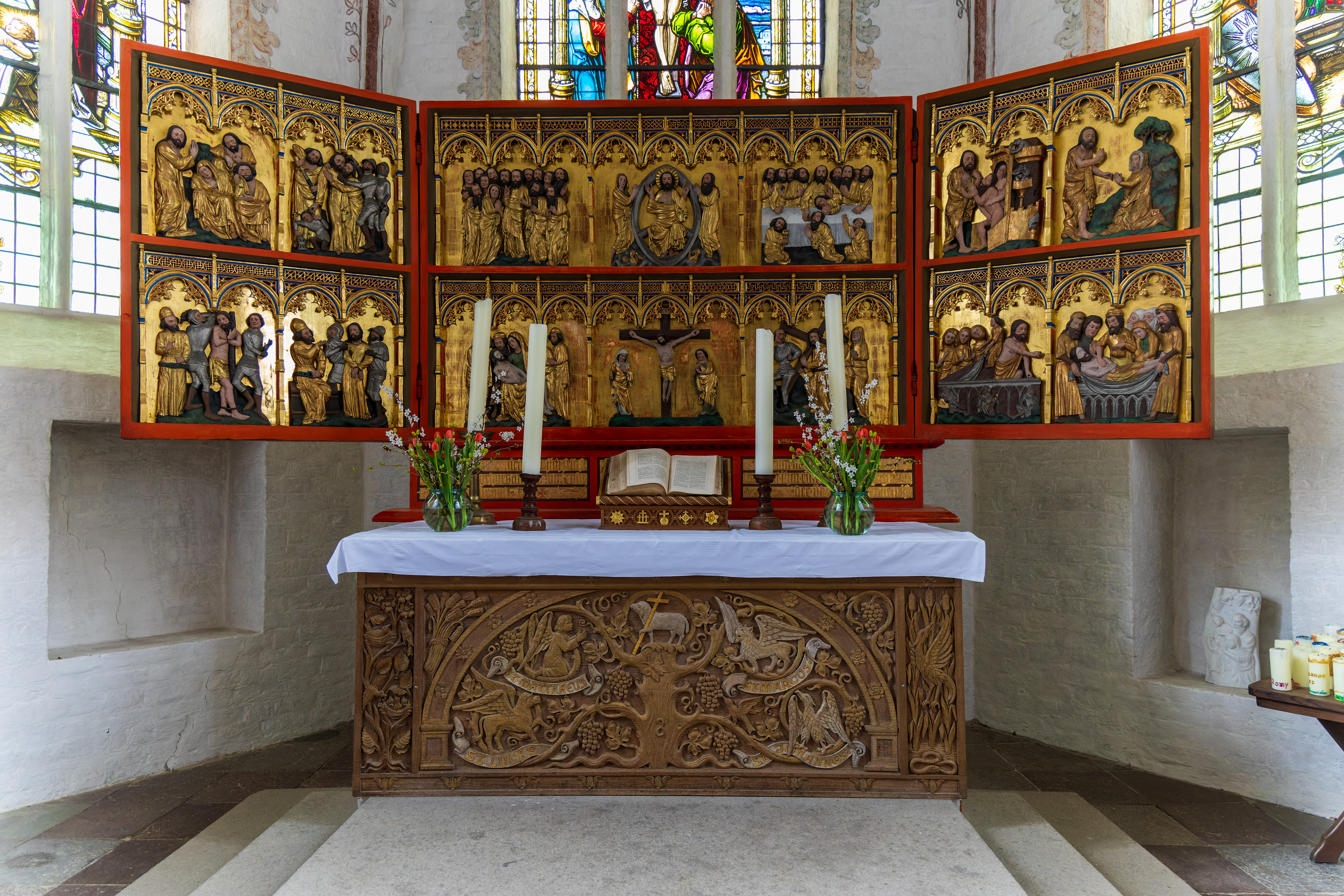
Altar der Kirche St. Nikolai

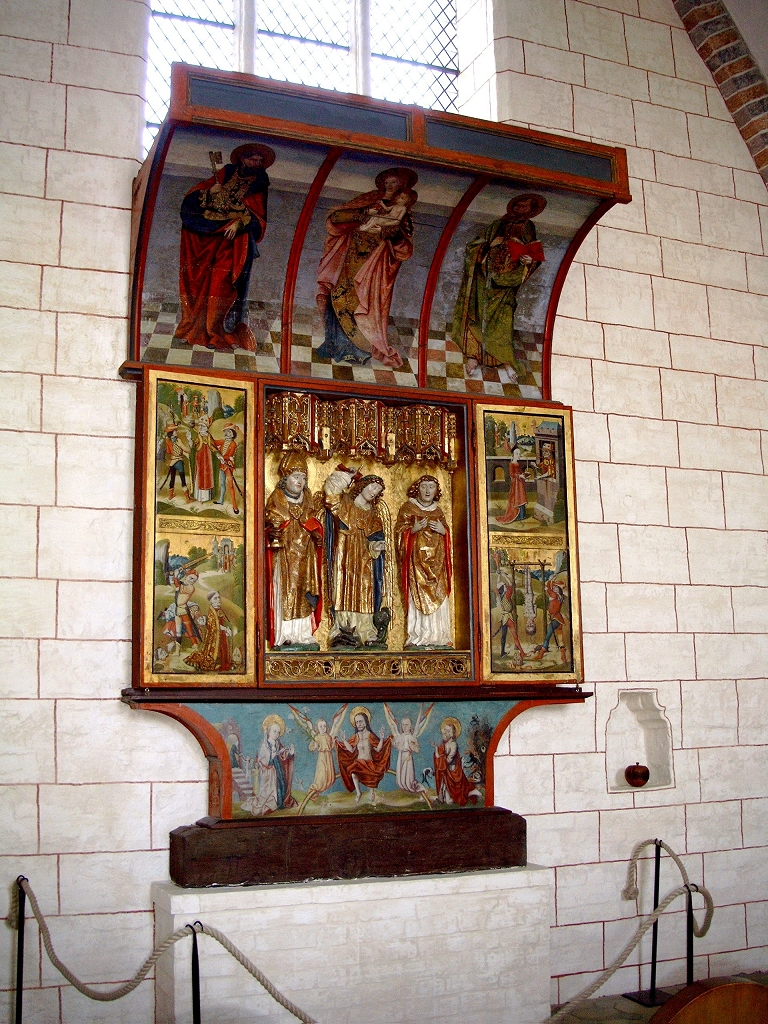
Blasiusaltar (offen)

Der gotische dreiflügelige Hauptaltar stammt aus der zweiten Hälfte des 14. Jahrhunderts. Der Künstler ist unbekannt. Das ikonografische Bildprogramm ist vergleichbar mit dem des Landkirchener Retabels, das aus St. Petri in Landkirchen stammt und ein Werk aus dem Umfeld Bertrams von Minden ist. Schon Ernst Franz August Münzenberger (1833–1890) erkannte einen Zusammenhang beider Retabel, sie seien „in ihrer Disposition sowie ihrer ganzen Art […] einer gesonderten Bildschnitzer-Schule angehörig“. Die Gesichter sind allerdings grober dargestellt als beim Landkirchener Retabel.
Die Schnitzbilder zeigen etwas ungeordnet Szenen aus der Passionsgeschichte (oben von links nach rechts: Jesus im Garten Getsemane, Judaskuss, Jesus mit Maria und Aposteln, der Auferstandene beim Weltgericht, das letzte Abendmahl, Abstieg Christi in die Unterwelt, der Auferstandene mit Maria Magdalena (Noli me tangere); unten von links nach rechts: Geißelung, Verhör vor Pontius Pilatus, Beweinung Christi, Kreuzigung, Kreuztragung, Auferstehung, Grablegung).

### Blasius-Altar
Der Blasiusaltar ist der einzige (von wohl acht) erhaltene Seitenaltar in der Nikolaikirche. Er überstand den „Bildersturm“ des Conrad Friedrich Stresow (1705–1788), der in den Jahren 1761 bis 1788 in Burg als Propst und Consistorialrat tätig war. 1698 hatte nämlich der Kapitän G. F. Giebel für 80 Mark einen Platz für seinen Kirchenstuhl erworben, den damals an dem Pfeiler befindlichen Altar einfach umbaut, die Bilder mit grauer Farbe überstrichen und weitere „Integrationsmaßnahmen“ ergriffen. Als im Jahr 1882 die Kirchenstühle abgebaut wurden (der vom Kapitän Giebel ist zum Windfang der kleinen jetzt nicht mehr benutzen Südertür geworden), kam auch der Blasiusaltar wieder zum Vorschein. Die Löcher darin wurden provisorisch abgedichtet und es wurde versucht, die überstrichenene Malerei wieder sichtbar zu machen. Aber erst 1952/53 ist man an eine gründliche Restauration gegangen und kam zu der Erkenntnis, dass das Bild des Jacobus und der Baldachin jünger sind als Predella und Schrein. Ende des 20. Jahrhunderts wurde der Blasius-Altar fachmännisch grundüberholt, so dass der 1513 errichtete spätgotische, dem Meister des Schlutuper Altars zugeschriebene Flügelaltar heute wieder in altem Glanz erstrahlen kann.
Die Darstellungen: Die gemalte Predella zeigt Jesus als Weltenrichter, flankiert von Maria und Johannes; links ein Engel mit der Friedenspalme, rechts ein Engel mit blutrotem Schwert. Auf dem Baldachin: Petrus, Madonna mit Kind und Paulus. Seitentafel links: Gefangennahme, darunter die Enthauptung des hl. Blasius; Seitentafel rechts: der hl. Blasius im Kerker, darunter in der Folter; Mittelfeld: unter gotischen Baldachinen von links nach rechts: der hl. Blasius, der Erzengel Michael, der Evangelist Matthäus. Der geschlossene Altar zeigt auf den Tafeln von links nach rechts die Darstellung einer Anna selbdritt, den hl. Antonius (mit Schwein und dem T-Kreuz) und den hl. Jacobus d. Ä. (mit Pilgerstab und Pilgertasche); die linke Tafel ist nicht mehr vorhanden.
Von dem Altar verdeckt ist ein Fresko, das offensichtlich auf die Gefahren des Alkohols hinweisen soll: Auf einem großen Bierfass sitzt eine schwarze Tiergestalt, offensichtlich der „Saufteufel“.

### Mondsichelmadonna

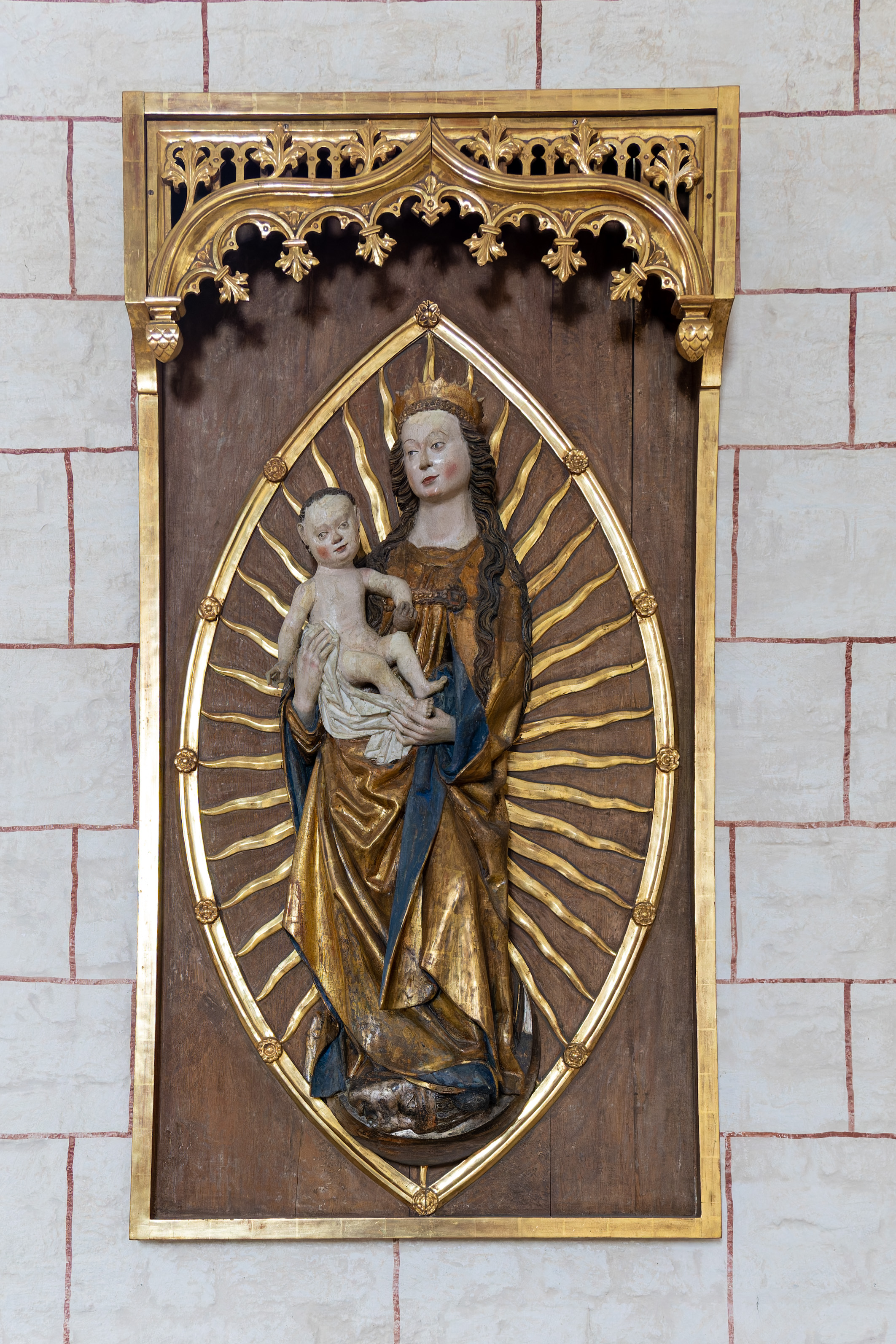
Mondsichelmadonna

Zu einem weiteren mittelalterlichen Altar, der 1846 zerstört wurde, gehört die Mondsichelmadonna. Das spätgotische Werk vom Anfang des 16. Jahrhunderts aus Holz erhielt 1939–49 durch den Bildhauer Georg Matthiesen einen neuen Schrein mit Maßwerk und Strahlenkranz. Abweichend von vielen Darstellungen tritt diese Madonna auf einen von ihr abgekehrten, nach unten blickenden Kopf.

### Kanzel
Die Kanzel im holländischen Barock aus dem Jahr 1667 stiftete der Burger Pastor Matthias Lobetanz zum Gedächtnis an seine im selben Jahr im Alter von 34 Jahren gestorbene Frau Ingeborg Fabricius.

### Holzplastiken

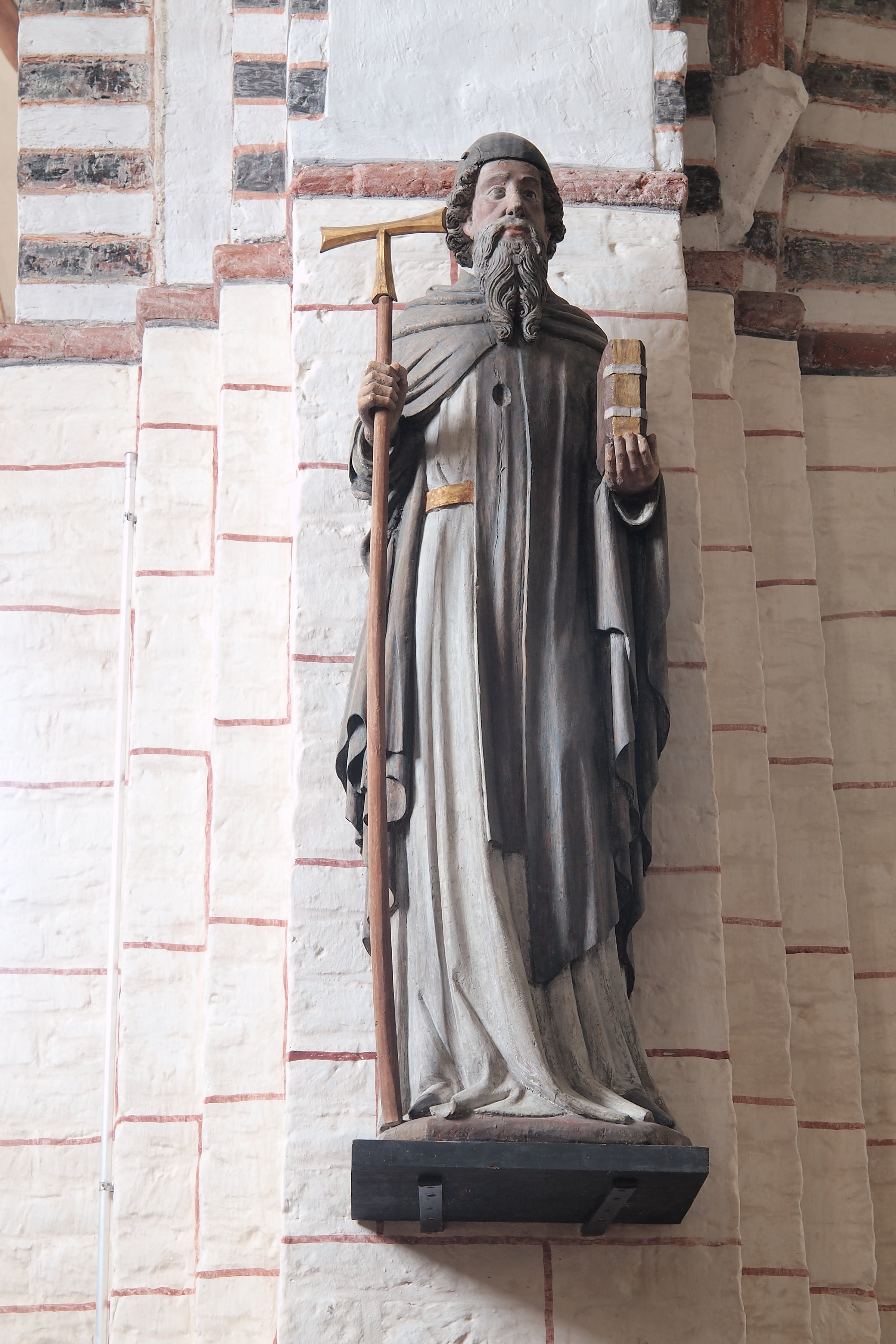
Statue des Heiligen Antonius

Vier Holzplastiken aus dem 15. und frühen 16. Jahrhundert – 50 bis 80 cm hoch – stellen Maria ohne Kind, Maria Magdalena mit Salbgefäß, St. Antonius mit dem Schwein und Johannes mit dem Kelch dar.

### Strafen Gottes
An einem Pfeiler nahe der Stehkanzel aus dem 20. Jahrhundert erinnert eine Tafel mit der Überschrift „Gedechtnis der Strafen Gottes“ und der Unterschrift „Peter Krumfues, der Kirchenvorsteher“ mit dem Datum „Anno 1632, 4. Febr.“ an die Unbilden, die den Einwohnern Burgs in den 20er und 30er Jahren des 17. Jahrhunderts widerfahren waren. Genannt werden eine „große Wasserflut“ vom 10. Februar 1625 mit hohem Verlust an Menschenleben und Tieren, Hagelschlag, der am 18. Juni 1626 das Getreide vernichtete, und die Pestepidemie, die zwischen dem 28. Mai und 11. Oktober 1629 in Burg und Umgebung 752 Menschenleben kostete, darunter auch die drei Prediger der Gemeinde. An den Geistlichen Hinrich Maes (* 12. Juli 1584), der dieser Epidemie am 3. September 1629 zum Opfer fiel, erinnert zudem ein Renaissance-Epitaph.

### Schiffsmodell

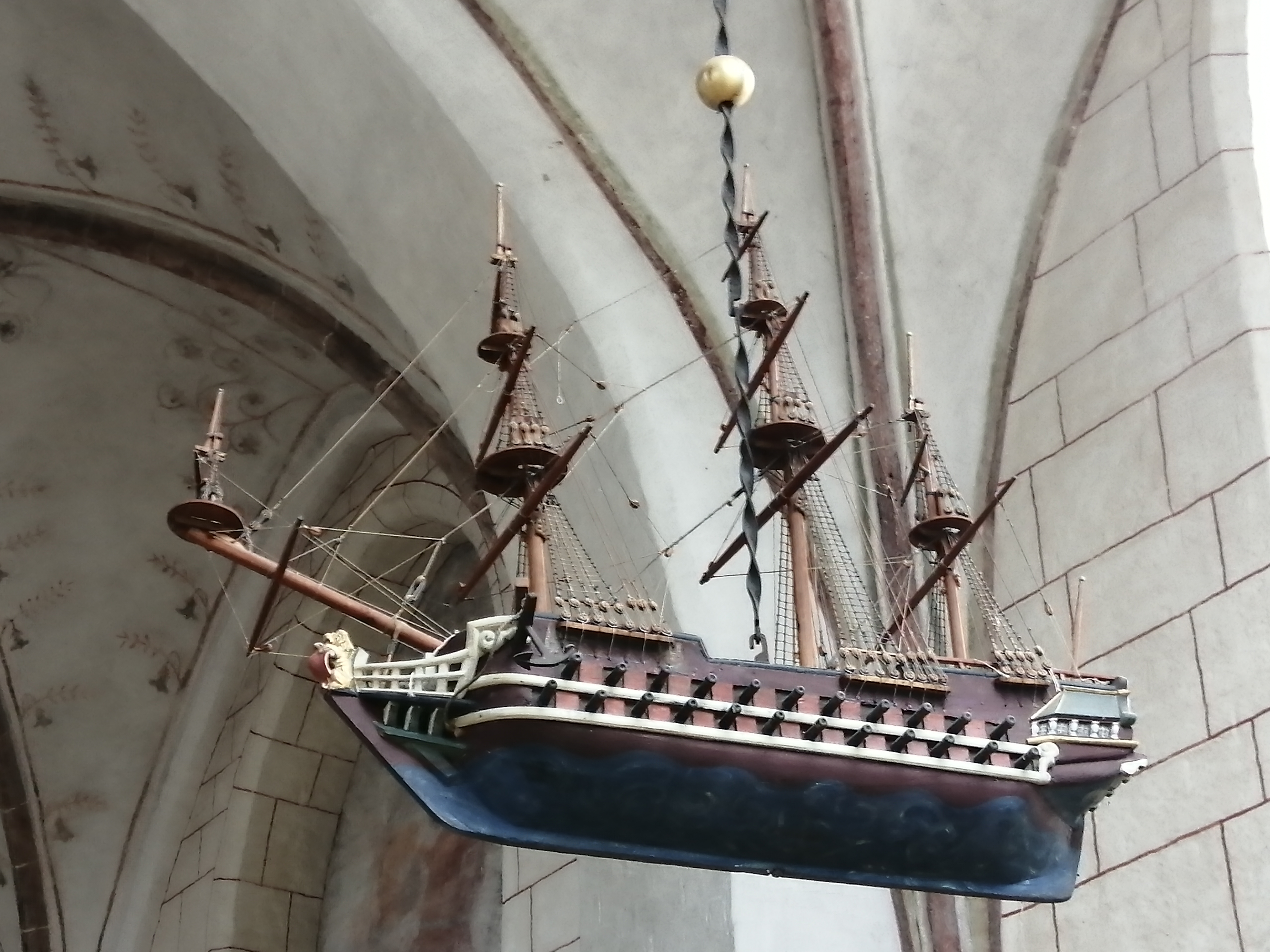
Das Totenschiff von Burg auf Fehmarn hängt in der Kirche St. Nikolai. Der Name stammt von dem Brauch, bei Ausegnungen früher Kerzen an seinen Rahen zu entzünden.

Links vom Altar befindet sich im südlichen Seitenschiff das sogenannte Totenschiff. Die hölzerne Fregatte ist rund 150 cm lang und hängt unterm Gewölbe an einer spiralförmig gedrehten Eisenstange mit vergoldeter Kugel. Der Schiffsrumpf ist im Unterwasserbereich wellenförmig blau bemalt, darüber bis zum weißen Wasserpass braun gefasst. Die beiden ebenfalls braunen Pfortengänge mit insgesamt 23 Geschützen pro Seite sind durch einen weißen Zierstreifen voneinander abgesetzt. Auf dem Bugspriet setzt ein Mast mit Oberblinde auf, der Besan führt noch die Rute. Das Galion schließt ein goldener Löwe ab, welcher ein rotes, aber nicht näher zu bestimmendes Wappenschild trägt.
1769 wurde bereits ein desolates Schiffsmodell im Kirchenschiff erwähnt, das durch die Schiffergilde ersetzt werden soll. 1884 war von einem „verschwundenen“ Schiff die Rede, 1888 allerdings wurde ein Schiffsmodellwrack auf dem Dachboden des Kirchturms erwähnt. Es ist also davon auszugehen, dass es sich tatsächlich um das Schiff von 1789 handelt, welches dann vom Bildhauer Heick und Seemann Stühff um 1890 wiederhergestellt wurde und seither in der Kirche hängt. Die Bezeichnung Das Totenschiff rührt daher, dass es einst bei Aussegnungen mit Kerzen und schwarzen Bändern geschmückt wurde. Auch andernorts wie auf Sylt oder in Dänemark wurde dieser Brauch gepflegt. Manch Stifter von Kirchenschiff-Schiffsmodellen verband auch mit der Schenkung ausdrücklich den Wunsch, dass das Modell so ausgerichtet werden solle, dass sein Heck zum Sippengestühl, der Bug aber auf das Familiengrab zeigen solle. So sollte das Schiff als ein Bindeglied zwischen Lebenden und Toten dienen.

### Epitaphien
Ein Epitaph, ebenfalls im Stil der Renaissance, ist dem Burger Bürgermeister Claus Pries († 1666) gewidmet. Aus der Barockzeit stammt das Epitaph für den Bauern Carsten Raloff († 1651) aus Ostermarkelsdorf und seine Frau Gerdrut. Auch das Epitaph für Bürgermeister David Gloxin (1567–1646), der zusammen mit Pries amtierte, ist im Stil des Barock gehalten. Das von Gloxins vier Söhnen, darunter David jun., dem Syndicus und späteren Bürgermeister von Lübeck, und dem Lübecker Domherrn Balthasar, gestiftete Epitaph ist wahrscheinlich eine Lübecker Arbeit. Weitere Epitaphe erinnern an Benjamin Gloxin, den jüngsten Sohn des Bürgermeisters David Gloxin aus dessen vierter Ehe, Frentz Rauert († 1709) und seine Ehefrau Catharine Beyers († 1708) sowie Johannes Conrad Oporinus († 1684), der Kantor in Bannesdorf gewesen war.
Das von August Kück gemalte Bildnis Friedrich W. Schumachers (* 1863 in Burg), der als „Freund und Gönner der Burger Kirche“ genannt wird, befindet sich im Archiv. Zehn Pastorenbilder, die meisten von A. Kück gemalt, sind auf der Südseite des Kirchenschiffes zu finden, darunter auch das des Propsten Conrad Friedrich Stresow (Originalbild in St. Petri Landkirchen).

Epitaphien in St. Nikolai
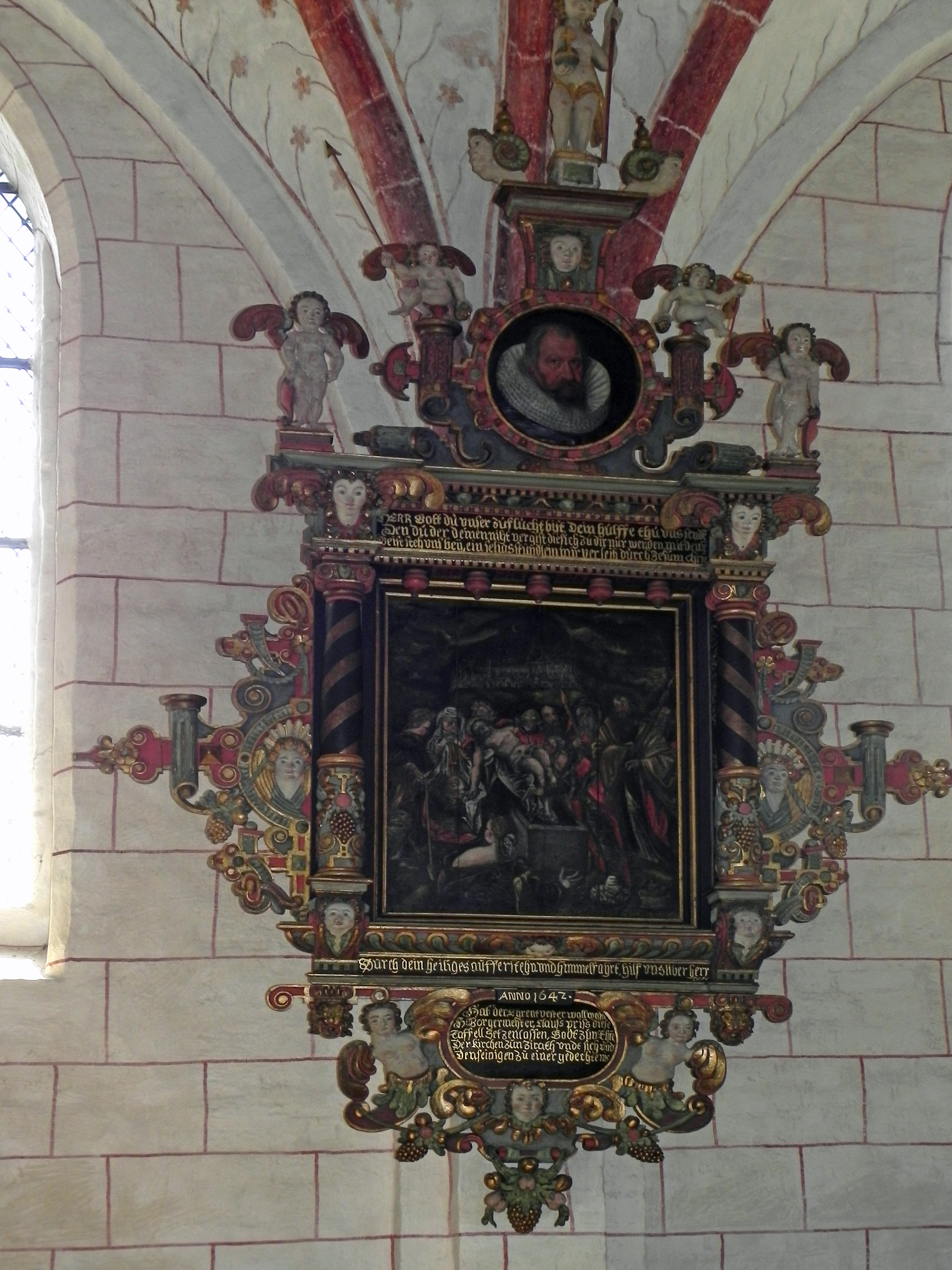
Epitaph Bürgermeister Claus Pries
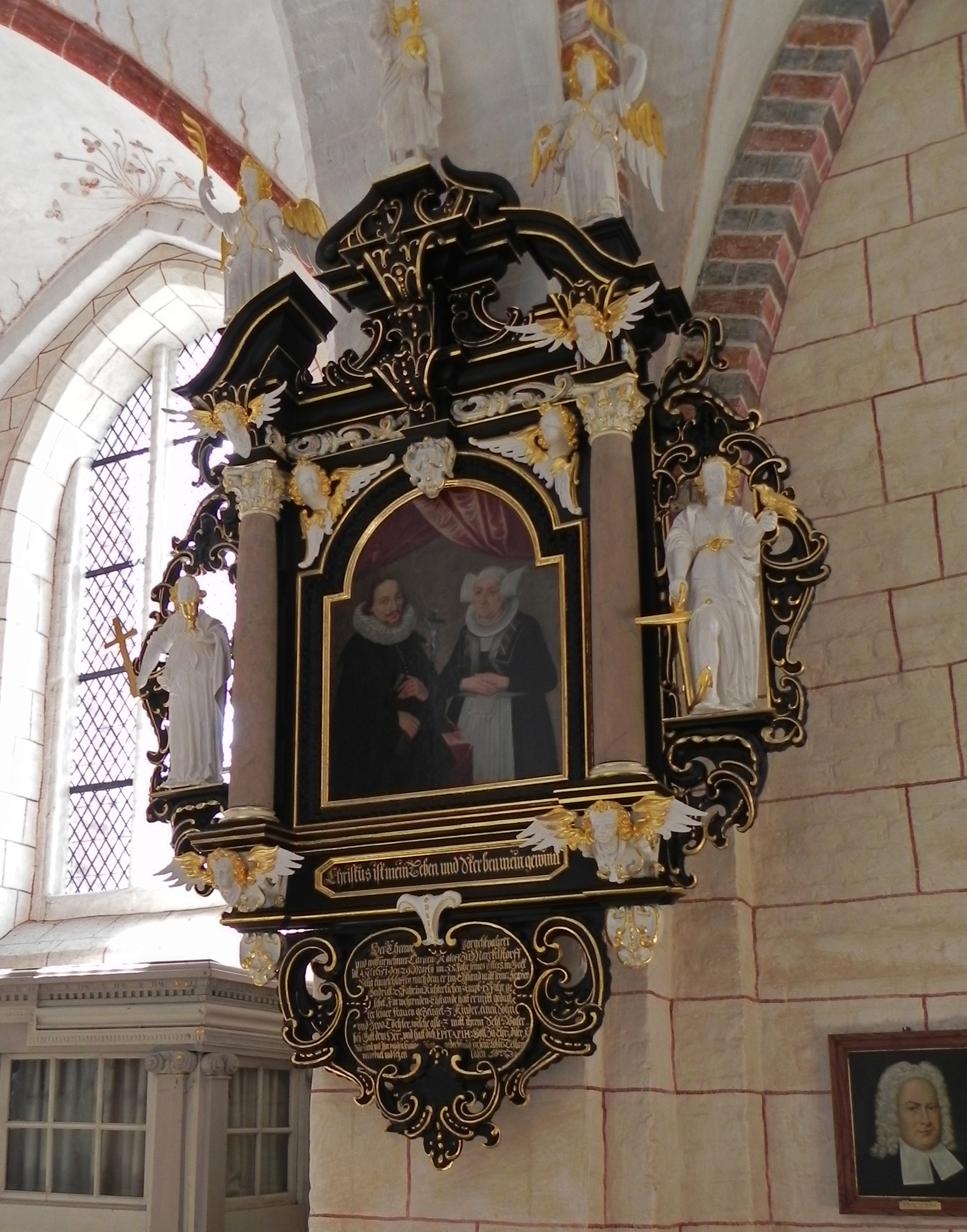
Epitaph Carsten Raloff und Frau

### Orgel

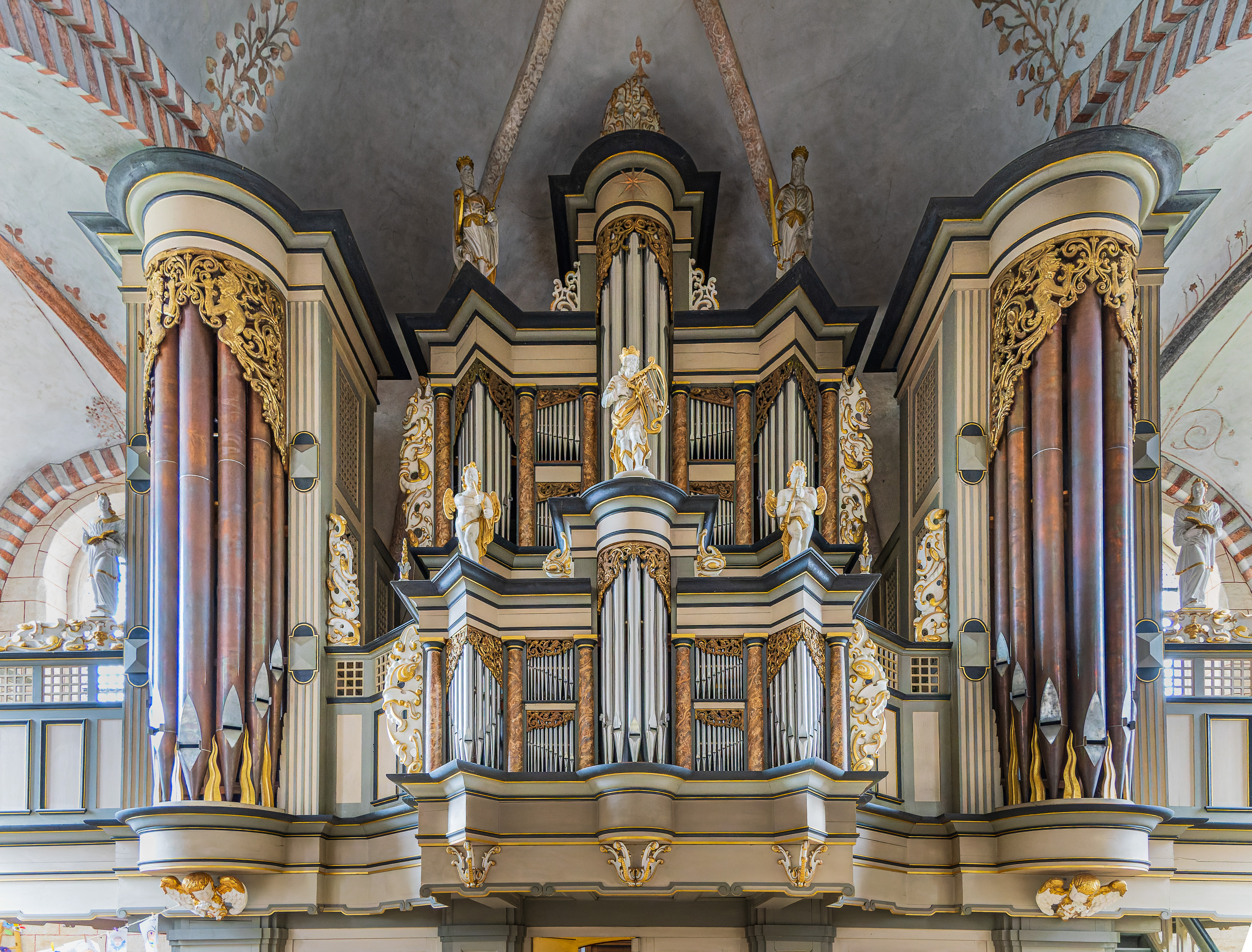
Orgelprospekt mit Rückpositiv von St. Nicolai

Die Kirche besitzt seit 1975 eine Orgel der Firma Detlef Kleuker. Diese Orgel wurde hinter einem historischen Prospekt von Berendt Hus errichtet, welcher sich seit 1940 in Burg befindet und ursprünglich in den Jahren 1661–1665 für die Glückstädter Stadtkirche errichtet wurde. Sie hat 31 Register auf 2 Manualen und Pedal und besitzt einen zweiten, fahrbaren Spieltisch im Kirchenschiff.
| I Rückpositiv |              |                |
| 1.            | Gedackt      | 8′             |
| 2.            | Quintade     | 8′             |
| 3.            | Principal    | 4′             |
| 4.            | Rohrflöte    | 4′             |
| 5.            | Octave       | 2′             |
| 6.            | Waldflöte    | 2′             |
| 7.            | Quinte       | 1 ⁄3′          |
| 8.            | Obertöne III | 8⁄5′+8⁄7′+8⁄9′ |
| 9.            | Scharff IV   | 1′             |
| 10.           | Dulzian      | 16′            |
| 11.           | Rohrschalmey | 8′             |
|               | Tremulant    |                |

| II Hauptwerk |                  |        |
| 12.          | Bordun           | 16′    |
| 13.          | Principal        | 8′     |
| 14.          | Flûte harmonique | 8′     |
| 15.          | Spitzgambe       | 8′     |
| 16.          | Octave           | 4′     |
| 17.          | Gedackt          | 4′     |
| 18.          | Octave           | 2′     |
| 19.          | Quinte           | 2 ⁄3′  |
| 20.          | Terz             | 1 3⁄5′ |
| 21.          | Mixtur VI        | 1 ⁄3′  |
| 22.          | Trompete         | 8′     |
|              | Tremulant        |        |
|              | Zimbelstern      |        |

| Pedal |                 |        |
| 23.   | Principalflöte  | 16′    |
| 24.   | Subbaß          | 16′    |
| 25.   | Octave          | 8′     |
| 26.   | Gedackt         | 8′     |
| 27.   | Choralbaß       | 4′     |
| 28.   | Rauschpfeife IV | 3 1⁄5′ |
| 29.   | Posaune         | 16′    |
| 30.   | Trompete        | 8′     |
| 31.   | Schalmey        | 4′     |

- Koppeln: I/II, I/P, II/P
- Spielhilfe: Setzeranlage

## Geistliche
- Peter Otzen (1810–1891), Pastor und Propst 1851–1881, Präsident der Schleswigschen Ständeversammlung